# Megachile diasi
Megachile diasi là một loài Hymenoptera trong họ Megachilidae. Loài này được Raw mô tả khoa học năm 2006.